# Les Cloches de Nagasaki
Les Cloches de Nagasaki (長崎の鐘, Nagasaki no Kane) est un livre de Takashi Nagai paru en 1949. Il décrit de façon frappante son expérience en tant que survivant du bombardement atomique de Nagasaki. Le titre fait référence aux cloches de la cathédrale d'Urakami, dont Nagai écrit :
« Ce sont des cloches qui n'ont pas sonné pendant des semaines ou des mois après la catastrophe. Qu'il n'y ait jamais un moment où elles ne sonnent pas! Puissent-elles sonner ce message de paix jusqu'au matin du jour de la fin du monde. »
La publication du livre est d'abord refusée par les forces américaines d'occupation du Japon, jusqu'à ce qu'une annexe soit ajoutée qui décrit les atrocités japonaises aux Philippines. Cette annexe est retirée par la suite.

## Disques et CD
- 1er juillet 1949, chanson de Ichirō Fujiyama, Mariko Ike, écrite par Hachiro Sato, Composée par Yuji Koseki
- Septembre 1949, chanson de Yoshie Fujiwara, écrite et composée par Kazuo Uemoto
- 1996, chanson de Yumi Aikawa, composée par Yuji Koseki

## Film
Les Cloches de Nagasaki, sorti le 23 septembre 1950, produit par la Shochiku, réalisé par Hideo Ōba, scénario de Kaneto Shindō, Sekiro Mitsuhata, Sugako Hashida, musique composée par Yūji Koseki.

### Distribution
- Masao Wakahara, Takashi Nagai
- Yumeji Tsukioka, Midori Nagai
- Keiko Tsushima, Sachiko Yamada
- Osamu Takizawa, Professor Asakura
- Kōji Mitsui, Yamashita

## Source de la traduction
- (en) Cet article est partiellement ou en totalité issu de l’article de Wikipédia en anglais intitulé « The Bells of Nagasaki » (voir la liste des auteurs).